# Двойная
Двойная — река в России, протекает в Зимовниковском и Орловском районах Ростовской области. Устье реки находится в 46 км по левому берегу реки Большая Куберле. Длина реки составляет 73 км. Площадь водосборного бассейна — 642 км².

## Данные водного реестра
По данным государственного водного реестра России относится к Донскому бассейновому округу, водохозяйственный участок реки — Сал, речной подбассейн реки — Бассейн притоков Дона ниже впадения Северского Донца. Речной бассейн реки — Дон (российская часть бассейна).
Код объекта в государственном водном реестре — 05010500112107000015810.